# Corazón (album)
 (septembre 2017).
Si vous disposez d'ouvrages ou d'articles de référence ou si vous connaissez des sites web de qualité traitant du thème abordé ici, merci de compléter l'article en donnant les références utiles à sa vérifiabilité et en les liant à la section « Notes et références ».
Albums de Santana
Shape Shifter (album)
(2012) Corazón – Live from Mexico: Live It to Believe It
(2014)
Singles
1. La Flaca
Sortie : novembre 2013

Corazón (en français : « Cœur ») est le 23e album studio du groupe rock latino Santana, sorti en 2014.

## Présentation
Produit par Lester Mendez (en), l'album met en vedette des collaborations avec différents chanteurs latinos renommés.
Gloria Estefan, Ziggy Marley (sur une chanson de son père Iron Lion Zion) et Cindy Blackman sont parmi les invités de cet album de reprises. On retrouve aussi Harry Kim à la trompette (anciennement des Vine Street Horns qui ont accompagné Phil Collins), ainsi que Wayne Shorter, de Weather Report, au saxophone.
La flaca, avec Juanes, le premier single de l'album, sort en novembre 2013.
Oye 2014 est une version modernisée du classique de Santana Oye Como Va, qui paraît initialement sur leur deuxième album Abraxas, en 1970.
L'album est certifié double disque de platine, aux États-Unis, par la RIAA, pour la vente de plus de 120 000 exemplaires.

## Liste des titres

### Édition standard(Europe,États-Unis)
| 1.    | Saideira (Spanish version) (feat. Samuel Rosa)                  | Samuel Rosa, Rodrigo F. Leão                              | Skank                   | 3:55 |
| 2.    | La flaca (feat. Juanes)                                         | Pau Donés                                                 | Jarabe de Palo          | 4:11 |
| 3.    | Mal bicho (feat. Los Fabulosos Cadillacs)                       | Flavio Oscar Cianciarulo                                  | Los Fabulosos Cadillacs | 3:38 |
| 4.    | Oye 2014 (feat. Pitbull)                                        | Tito Puente, Niles Hollowell-Dhar, Amando Christian Perez | Tito Puente             | 3:23 |
| 5.    | Iron Lion Zion (feat. Ziggy Marley & ChocQuibTown)              | Bob Marley                                                | Bob Marley              | 4:30 |
| 6.    | Una noche en Nápoles (feat. Lila Downs, Niña Pastori & Soledad) | Thomas M. Lauderdale, China Forbes                        | Pink Martini            | 4:30 |
| 7.    | Besos de lejos (feat. Gloria Estefan)                           | Teofilo Chantre, Gerard Mendes                            | Boy Gé Mendès           | 4:17 |
| 8.    | Margarita (feat. Romeo Santos)                                  | Romeo Santos                                              |                         | 4:01 |
| 9.    | Indy (feat. Miguel)                                             | Miguel Pimentel                                           |                         | 3:26 |
| 10.   | Feel It Coming Back (feat. Diego Torres)                        | Rafael Esparza-Ruiz, Yoel Henríquez                       |                         | 4:09 |
| 11.   | Yo soy la luz (feat. Wayne Shorter & Cindy Blackman)            | Carlos Santana                                            |                         | 4:06 |
| 12.   | I See Your Face                                                 | Bola Sete                                                 | Bola Sete               | 1:19 |
| 45:25 |                                                                 |                                                           |                         |      |

| Titres bonus "Deluxe Edition", CD + DVD-Vidéo (Europe, États-Unis, RCA, Sony Music Latin, 6 mai 2014) | Titres bonus "Deluxe Edition", CD + DVD-Vidéo (Europe, États-Unis, RCA, Sony Music Latin, 6 mai 2014) | Titres bonus "Deluxe Edition", CD + DVD-Vidéo (Europe, États-Unis, RCA, Sony Music Latin, 6 mai 2014) | Titres bonus "Deluxe Edition", CD + DVD-Vidéo (Europe, États-Unis, RCA, Sony Music Latin, 6 mai 2014) | Titres bonus "Deluxe Edition", CD + DVD-Vidéo (Europe, États-Unis, RCA, Sony Music Latin, 6 mai 2014) | Titres bonus "Deluxe Edition", CD + DVD-Vidéo (Europe, États-Unis, RCA, Sony Music Latin, 6 mai 2014) | Titres bonus "Deluxe Edition", CD + DVD-Vidéo (Europe, États-Unis, RCA, Sony Music Latin, 6 mai 2014) | Titres bonus "Deluxe Edition", CD + DVD-Vidéo (Europe, États-Unis, RCA, Sony Music Latin, 6 mai 2014) | Titres bonus "Deluxe Edition", CD + DVD-Vidéo (Europe, États-Unis, RCA, Sony Music Latin, 6 mai 2014) | Titres bonus "Deluxe Edition", CD + DVD-Vidéo (Europe, États-Unis, RCA, Sony Music Latin, 6 mai 2014) |
| No | Titre                                                                                                 | Durée                                                                                                 | | | | | | | |
| --- | --- | --- | --- | --- | --- | --- | --- | --- | --- |
| 13.                                                                                                   | Saideira (feat. Samuel Rosa)                                                                          | 3:55                                                                                                  | | | | | | | |
| 14.                                                                                                   | Beijo de longe (feat. Gloria Estefan)                                                                 | 4:16                                                                                                  | | | | | | | |
| 15.                                                                                                   | Amor correspondido (feat. Diego Torres)                                                               | 4:10                                                                                                  | | | | | | | |
| | 'DVD-Vidéo'                                                                                           | | | | | | | | |
| 1. | The Making of "Corazón"                                                                               | | | | | | | | |
| 57:47                                                                                                 | | | | | | | | | |

### ÉditionBrésil,Amérique latine
| Édition Amérique latine (Brésil, RCA, 2014) | Édition Amérique latine (Brésil, RCA, 2014)                   | Édition Amérique latine (Brésil, RCA, 2014) | Édition Amérique latine (Brésil, RCA, 2014) | Édition Amérique latine (Brésil, RCA, 2014) | Édition Amérique latine (Brésil, RCA, 2014) | Édition Amérique latine (Brésil, RCA, 2014) | Édition Amérique latine (Brésil, RCA, 2014) | Édition Amérique latine (Brésil, RCA, 2014) | Édition Amérique latine (Brésil, RCA, 2014) |
| No                                          | Titre                                                         | Durée                                       |                                             |                                             |                                             |                                             |                                             |                                             |                                             |
| ------------------------------------------- | ------------------------------------------------------------- | ------------------------------------------- | ------------------------------------------- | ------------------------------------------- | ------------------------------------------- | ------------------------------------------- | ------------------------------------------- | ------------------------------------------- | ------------------------------------------- |
| 1.                                          | Saideira (Portuguese version) (com Samuel Rosa)               | 3:55                                        |                                             |                                             |                                             |                                             |                                             |                                             |                                             |
| 2.                                          | La Flaca (com Juanes)                                         | 4:11                                        |                                             |                                             |                                             |                                             |                                             |                                             |                                             |
| 3.                                          | Mal Bicho (com Los Fabulosos Cadillacs)                       | 3:38                                        |                                             |                                             |                                             |                                             |                                             |                                             |                                             |
| 4.                                          | Amor Correspondido (com Diego Torres)                         | 4:10                                        |                                             |                                             |                                             |                                             |                                             |                                             |                                             |
| 5.                                          | Una Noche en Nápoles (com Lila Downs, Niña Pastori & Soledad) | 4:30                                        |                                             |                                             |                                             |                                             |                                             |                                             |                                             |
| 6.                                          | Beijo de Longe (com Gloria Estefan)                           | 4:17                                        |                                             |                                             |                                             |                                             |                                             |                                             |                                             |
| 7.                                          | Margarita (com Romeo Santos)                                  | 4:01                                        |                                             |                                             |                                             |                                             |                                             |                                             |                                             |
| 8.                                          | Indy (com Miguel)                                             | 3:26                                        |                                             |                                             |                                             |                                             |                                             |                                             |                                             |
| 9.                                          | Oye 2014 (com Pitbull)                                        | 3:23                                        |                                             |                                             |                                             |                                             |                                             |                                             |                                             |
| 10.                                         | Yo Soy La Luz (com Wayne Shorter & Cindy Blackman)            | 4:06                                        |                                             |                                             |                                             |                                             |                                             |                                             |                                             |
| 11.                                         | I See Your Face                                               | 1:19                                        |                                             |                                             |                                             |                                             |                                             |                                             |                                             |
| 12.                                         | Iron Lion Zion (com Ziggy Marley & Choc Quib Town)            | 4:30                                        |                                             |                                             |                                             |                                             |                                             |                                             |                                             |
| 45:25                                       |                                                               |                                             |                                             |                                             |                                             |                                             |                                             |                                             |                                             |

| Titres bonus "Deluxe Edition" Amérique latine, CD + DVD-Vidéo (Brésil, RCA, Sony Music Latin, 6 mai 2014) | Titres bonus "Deluxe Edition" Amérique latine, CD + DVD-Vidéo (Brésil, RCA, Sony Music Latin, 6 mai 2014) | Titres bonus "Deluxe Edition" Amérique latine, CD + DVD-Vidéo (Brésil, RCA, Sony Music Latin, 6 mai 2014) | Titres bonus "Deluxe Edition" Amérique latine, CD + DVD-Vidéo (Brésil, RCA, Sony Music Latin, 6 mai 2014) | Titres bonus "Deluxe Edition" Amérique latine, CD + DVD-Vidéo (Brésil, RCA, Sony Music Latin, 6 mai 2014) | Titres bonus "Deluxe Edition" Amérique latine, CD + DVD-Vidéo (Brésil, RCA, Sony Music Latin, 6 mai 2014) | Titres bonus "Deluxe Edition" Amérique latine, CD + DVD-Vidéo (Brésil, RCA, Sony Music Latin, 6 mai 2014) | Titres bonus "Deluxe Edition" Amérique latine, CD + DVD-Vidéo (Brésil, RCA, Sony Music Latin, 6 mai 2014) | Titres bonus "Deluxe Edition" Amérique latine, CD + DVD-Vidéo (Brésil, RCA, Sony Music Latin, 6 mai 2014) | Titres bonus "Deluxe Edition" Amérique latine, CD + DVD-Vidéo (Brésil, RCA, Sony Music Latin, 6 mai 2014) |
| No | Titre | Durée | | | | | | | |
| --- | --- | --- | --- | --- | --- | --- | --- | --- | --- |
| 13. | Saideira (versão em espanhol) (com Samuel Rosa)                                                           | 3:55 | | | | | | | |
| 14. | Feel It Coming Back (versão de Amor Correspondido com letras em espanhol) (com Diego Torres)              | 4:09 | | | | | | | |
| | 'DVD-Vidéo'                                                                                               | | | | | | | | |
| 1. | The Making of "Corazón"                                                                                   | 31:53 | | | | | | | |
| 53:29 | | | | | | | | | |

## Crédits
Selon le livret inclut dans l'album

### Musiciens
- Carlos Santana : guitare solo sauf sur (6), guitare 12 cordes  et guitare classique (spanish guitar) sur (6), percussions sur (8, 10, 11), arrangements sur (2, 4, 5, 7, 10-12)

accompagné de :
Guitare/basse
- Tim Pierce : guitare rythmique sauf sur (1, 2, 4, 5)
- Samuel Rosa : guitare rythmique sur (1, 13)
- Flavio Cianciarulo : guitare rythmique et basse sur (3)
- Tommy Anthony : guitare rythmique sauf sur (3, 8, 9)
- Miguel Jontel Pimentel : guitare rythmique sur (9)
- Emily Stefan : guitare additionnelle sur (14)
- Benny Rietveld : basse sauf sur (3, 8, 9)

Claviers
- Mario Siperman : Claviers sur (2)
- Zac Rae : claviers sauf sur (6, 8-11)
- David K. Mathews : claviers sauf sur (8, 9)
- Lester Mendez : programmation des claviers sur (12)

Chant
- Vicentico : Chant sur (3)
- Jovany Javier & Ximena Muñoz :  chant sur (4)
- Tommy Anthony, Tony Lindsay et Andy Vargas : chant sur (11)
- Larissa R. Nascimento : Chœurs sur (14)

Cuivres
- Sergio Rotman : saxophone ténor sur (3)
- Dave Pozzi : saxophone ténor sur (5)
- Wayne Shorter : saxophone ténor sur (11)
- Bill Ortiz : Trompette sur (1, 11, 13)
- Daniel Lozano : trompette sur (3)
- Harry Kim : trompette sur (5)
- Jeff Cressman : trombone sur (1, 11, 13)
- David Stout : trombone et arrangements des cuivres sur (5)

Batterie/percussions
- Dennis Chambers : Batterie sur (1, 2, 4, 6, 7, 12)
- Fernando Ricciardi : batterie sur (3)
- Josh Connolly : programmation de la batterie sur (3)
- Cindy Blackman-Santana : batterie sur (11, 12)
- Karl Perazzo : timbales sauf sur (8, 9, 11), percussions sur (4, 5, 7, 8, 10, 12)
- Raul Rekow congas sur (1, 2, 5, 6, 12)
- Paoli Mijias : congas sur (3, 4, 7, 10, 11)
- Laercio da Costa : percussions additionnelles sur (14)

Musicien additionnel
- Pedro Alfonso : Violon sur (14)

## Personnel technique
- Chris Gehringer – maîtrise
- Clive Davis, Carlos Santana, Afo Verde, Michael Vrionis et Tom Corson – producteurs exécutifs
- Alex Gallardo et Fernando Cabral de Mello – A&R
- La Fábrica de Pepinos de Boa Mistura - pochette d'album et psychédélisme
- Shawn "Tubby" Holiday – A&R (pistes 8 et 9)
- Lourival Rodriguez – Réalisateur, Monteur et Producteur vidéo du documentaire "Santana : The Making of Corazón"
- Ruslan Shakirov – Co-réalisateur, monteur, générique d'animation et producteur vidéo du documentaire "Santana : The Making of Corazón"

Production
- Lester Méndez
- Miguel ("Indy") (piste 9)
- Les Cataracs ("Oye 2014") (piste 4)
- Cindy Blackman Santana – coproductrice de "Yo Soy La Luz" (piste 11)

Mixing
- Tony Maserati
- Manny Marroquin ("Indy") (piste 9)
- Justin Hergett – ingénierie du mixage (pistes 1, 7, 9)
- James Krausse – mixage (pistes 2, 3, 12)
- Matt Wiggers – ingénierie du mixage (pistes 4, 5)
- Chris Galland et Delbert Bowers – mixeurs assistants sur "Indy" (piste 9)

Ingénieurs
- Bill Malina - ingénieur du son
- Jim Reitzel – ingénieur guitare (toutes les pistes sauf 7–10) ; ingénieur du son (pistes 6, 8, 9, 10, 11) ; mixeur et ingénieur du mixage (pistes 10, 11)
- Josh Connolly – ingénieur assistant chez Odd On Studios
- Dave Diffin – assistant ingénieur chez Odd sur les studios (pistes 1 et 3)
- Scott Moore - ingénieur assistant chez Ocean Way Recording sur "Iron Lion Zion" (piste 5)

"Beijo de Longe"/"Besos de Lejos" (piste 14)
- Emilio Estefan – producteur
- Javier Conde Alonso – arrangeur
- Eric Schilling – mixeur
- Tuco Barini – ingénieur du son (percussions au Brésil)
- Dave Poler - ingénierie vocale
- Izzy Maccio et Jimmy Sanchez – assistants ingénieurs
- Ron Taylor et Danny Ponce – ingénierie supplémentaire
- Kurt Berge – support technique
- José Maldonado – directeur de production